# Пустињски скочимиш
Пустињски скочимиш (лат. Jaculus orientalis) је врста глодара из породице скочимиш (Dipodidae). 

## Распрострањење
Ареал врсте покрива средњи број држава у подручју Медитерана. Врста има станиште у Алжиру, Египту, Израелу, Либији, Мароку и Тунису.

## Станиште
Станишта врсте су полупустиње и пустиње.

## Угроженост
Ова врста није угрожена, и наведена је као последња брига јер има широко распрострањење.